# 에어돌핀
에어돌핀(일본어: エアードルフィン)은 일본 오키나와현을 거점으로 하는 항공 회사이며, 2009년 2월을 끝으로 운수권이 종료되어 폐지되었다. 폐지되기 직전에는 세스나 172, 208B, 206 기종 외에도 BN-2A 기종을 보유하였다.